# Highfill
Highfill é uma cidade  localizada no estado americano de Arkansas, no Condado de Benton.

## Demografia
Segundo o censo americano de 2000, a sua população era de 379 habitantes.
Em 2006, foi estimada uma população de 605, um aumento de 226 (59.6%).

## Geografia
De acordo com o United States Census Bureau, a localidade tem uma área de 29,3 km², sem área coberta por água.

## Localidades na vizinhança
O diagrama seguinte representa as localidades num raio de 16 km ao redor de Highfill.